# Laurentum
Laurentum o Laurento fue una ciudad de la Antigua Roma, situada en la región del Lacio, entre Ostia y Lavinio. Los escritores romanos afirmaban que fue la antigua capital de los latinos, antes de la muerte del legendario rey epónimo; tras ella,l a capital fue Lavinio. En épocas históricas, Laurentum se unió con Lavinio, con el nombre de Lauro-Lavinium.
Durante el Imperio, Laurentum fue la sede de la villa imperial. Plinio el Joven tenía también una villa en el área.
Laurentius (femenino Laurentia), que significa "de Laurentum", fue un nombre común que sobrevive bajo las formas "Laurentino" y "Lorenzo".